# Roman Wilson
Roman Jeffrey Wilson (Kihei, 19 giugno 2001) è un giocatore di football americano statunitense che milita nel ruolo di wide receiver per i Pittsburgh Steelers della National Football League (NFL).

## Carriera universitaria

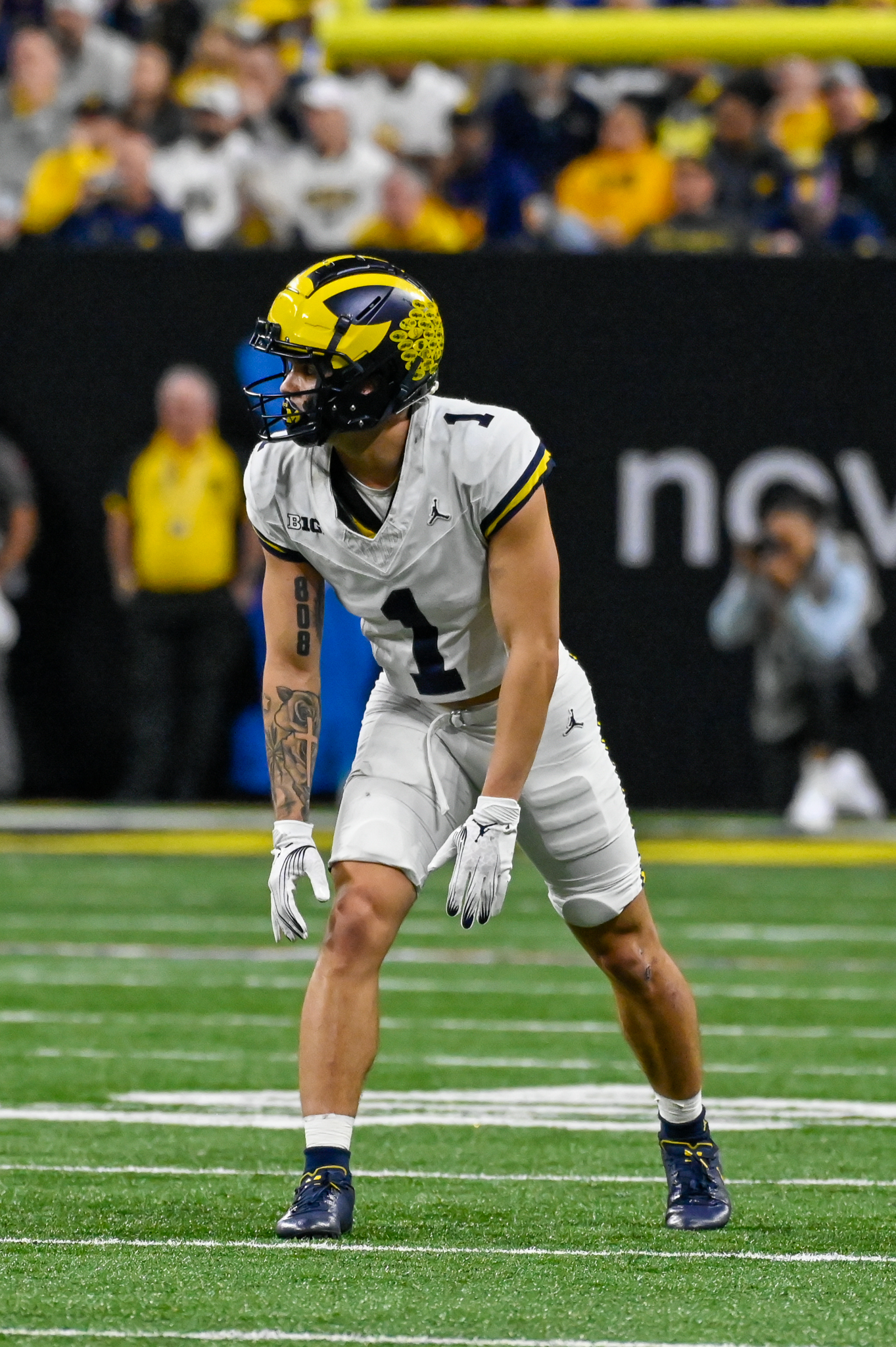
Wilson con Michigan nella finale della Big Ten del 2023

Wilson si impegnò a giocare nel college football per l’ Università del Michigan nel luglio 2019. Nella sua prima stagione con i Wolverines nel 2020, accorciata per il COVID-19, disputò tutte le sei partite, ricevendo 9 passaggi per 122 yard, segnando il primo touchdown su una ricezione da 13 yard contro Indiana il 7 novembre 2020.
Nella sua seconda stagione, nel 2021, disputò tutte le 13 partite, con 25 ricezioni per 420 yard e 2 touchdown, oltre a 59 yard corse su tre possessi.
Nella prima gara della stagione 2022 contro Colorado State, Wilson segnò un touchdown da 61 yard. La settimana successiva, il nativo di Honolulu affrontò la squadra della sua città natale, gli Hawaii Warriors. Nel primo quarto segnò due touchdown: uno su un passaggio da 42 yard di J.J. McCarthy e uno su una corsa da 21 yard. La sua terza stagione si chiuse con 25 ricezioni per 376 yard, 4 touchdown su ricezione e 2 su corsa.
Nel 2023 Wilson partì come titolare in tutte le 15 partite e vinse il titolo nazionale battendo in finale Washington. Nel Rose Bowl contro Alabama segnò il touchdown che portò la partita, poi vinta, ai tempi supplementari. La sua annata si chiuse con 48 ricezioni per 789 yard e 12 touchdown, venendo inserito nella seconda formazione ideale della Big Ten Conference.

## Carriera professionistica

### Pittsburgh Steelers
Wilson fu scelto nel corso del terzo giro (84º assoluto) del Draft NFL 2024 dai Pittsburgh Steelers. Nella sua prima stagione disputò una sola partita, senza fare registrare alcuna ricezione.